# Rade b. Rendsburg
Rade b. Rendsburg település Németországban, Schleswig-Holstein tartományban. Lakosainak száma 214 fő (2023. december 31.).

## Népesség
A település népességének változása:
| Lakosok száma | 254  | 194  | 203  | 212  | 218  | 214  |
|               | 1975 | 2017 | 2019 | 2021 | 2022 | 2023 |